# Mas Collsameda
Mas Collsameda és una masia de Sant Sadurní d'Osormort (Osona) inclosa a l'Inventari del Patrimoni Arquitectònic de Catalunya.

## Descripció
Masia de planta rectangular assentada sobre el desnivell del terreny. És coberta a dues vessants amb el carener paral·lel a la façana situada a la banda de tramuntana, on accedeix a través d'un portal rectangular, directament al primer pis. La banda de migdia presenta unes arcades tapiades a nivell del primer pis i una finestreta a la planta, mentre la banda de llevant presenta petites obertures i s'hi adossa un petit cos que ubicava l'antic forn. A ponent hi a unes finestres tapiades i d'altres de construcció recent. La banda de migdia, segons podem veure pel tipus de construcció, està formada per un cos adossat a l'antiga construcció. Està construïda amb conglomerats blancs, granits vermells units amb fang.

## Història
Masia que pertany a l'antiga parròquia de Sant Sadurní d'Osormort, adscrita al Monestir de Sant Llorenç del Munt, el nucli de població es formà al redós de l'església vers els segles xiii i xiv. Tenim notícies a la documentació sobre un tal Benardo de Meda que possiblement tingui alguna vinculació amb el mas.